# Władysław Dobrowolski
Pour les articles homonymes, voir Dobrowolski.
Władysław Dobrowolski, né le 2 janvier 1896 à Bendzin (Бендзин, alors partie de l'Empire russe, aujourd'hui Będzin) et mort le 25 février 1969 à Varsovie, est un escrimeur polonais. Spécialiste du sabre, il a collecté une médaille de bronze olympique et une médaille de bronze mondiale par équipes.

## Carrière
Dobrowolski naît en Silésie, dans une petite ville du territoire polonais annexé par l'Empire russe, très proche des frontières de l'Empire allemand et de l'Autriche-Hongrie. Il prend la nationalité polonaise lors de la restauration de la Pologne en 1918 et s'engage dans les mouvements d'indépendance polonais, prenant part à la Guerre soviéto-polonaise de 1919. Plus tard, en 1924, il termine sa formation d'officier. Il prendra aussi part à la défense de la Pologne lors de l'invasion allemande de 1939.
Il représente la Pologne dans différentes disciplines sportives. D'abord en athlétisme, aux Jeux de 1924 à Paris, dans la 
discipline du 100 mètres. Cinquième de sa série qualificative, il ne passe pas le premier tour. Ce n'est qu'à l'âge de 35 ans qu'il se dévoue sérieusement à l'entraînement d'escrime, obtenant une place dans l'équipe de sabre polonaise aux Jeux de 1932 à Los Angeles. Dans une compétition réduite à six équipes, et dont les médailles d'or et d'argent semblent promises à la Hongrie et à l'Italie, la Pologne se bat pour le bronze. Deux défaites sèches contre les grands favoris (9 victoires à 1 contre les deux équipes), sont compensées par des victoires contre le Mexique, le Danemark et contre le pays hôte, les États-Unis, dans un match décisif pour la médaille de bronze. Dans cette rencontre serrée, les Polonais s'imposent d'une simple touche : 8 victoires partout, 60 touches portées à 59.
En 1936, Dobrowolski retourne aux Jeux olympiques à Berlin, disputant cette fois les épreuves individuelle et par équipes, toujours au sabre. Il est éliminé en individuel au deuxième tour de poules, avec deux victoires pour trois défaites. Par équipes, il dispose avec son équipe de la Grèce (9-3), la Suède (15-1) et la France (10-6). En poule finale, cependant, l'exploit de 1932 ne se répète pas. Malgré une bonne résistance contre l'Italie (défaite 6-10), la Pologne sombre contre la Hongrie (1-10) et ne parvient pas à inverser la tendance contre l'Allemagne (3-9), qui gagne la médaille de bronze.
Survivant à la Seconde Guerre mondiale et en tant que militaire, il pratique l'éducation physique. Avant et après la guerre, il a rédigé plusieurs manuels d'athlétisme et de gymnastique. En 1957, il est devenu le premier président de la fédération polonaise de luge.

## Palmarès
- Jeux olympiques
  -  Médaille de bronze par équipes aux Jeux olympiques de 1932 à Helsinki

- Championnats internationaux d'escrime
  -  Médaille de bronze par équipes au championnat international d'escrime 1934 à Varsovie